# Chelifera diversicauda
Chelifera diversicauda är en tvåvingeart som beskrevs av Collin 1927. Chelifera diversicauda ingår i släktet Chelifera och familjen dansflugor. Inga underarter finns listade i Catalogue of Life.